# Moto Club Igualada
El Moto Club Igualada és una entitat esportiva catalana dedicada al motociclisme i a l'automobilisme que fou fundada a Santa Margarida de Montbui, Anoia, el 1959. El primer president fou Sadurní Garcia Urgelés. L'entitat organitzà el I Motocròs d'Igualada (1960) i el I Trial d'Igualada (1969). Durant la dècada de 1970 realitzà raids al Kilimanjaro (l'expedició Moto Igualada-Kilimanjaro de 1974), Ciutat del Cap (1976) i l'Aconcagua (l'expedició Moto Igualada-Aconcagua de 1977).
Actualment, l'entitat és responsable de diverses proves puntuables per als Campionats d'Espanya de biketrial i d'enduro, a més d'organitzar regularment proves motociclistes emblemàtiques com ara el Trial del Cabrit de Rubió (des de 1978), l'Enduro de Castellolí (1979), el Ral·li Motociclista Anoia (1983) i les 3 Hores de Resistència d'Igualada. Pel que fa a l'automobilisme, durant la dècada de 1960 organitzà diverses proves de kàrting, el Ral·li Ciutat d'Igualada i la Pujada a les Moles.
Pel Moto Club Igualada hi han passat diversos campions estatals de kàrting, com ara David Bosch, i d'enduro, com ara Jesús Brugues, Pere Sala i Jaume Colom.